# Guy Chouinard
Pour les articles homonymes, voir Chouinard.
Guy Camil « Gramps » Chouinard (né le 20 octobre 1956 à Québec dans la province de Québec au Canada) est un joueur professionnel canadien de hockey sur glace devenu entraîneur. Il évoluait au poste de centre.
Il a joué durant les années 1970 et 1980 dans la Ligue nationale de hockey avec les Flames d’Atlanta, les Flames de Calgary et les Blues de Saint-Louis. Depuis la fin de sa carrière de joueur, il devient entraîneur et a entraîné dans la Ligue de hockey junior majeur du Québec pendant plus de 15 ans et a remporté une fois la Coupe du président.

## Carrière de joueur

### Amateur et junior
Guy Chouinard évolue à quatre reprises au Tournoi international de hockey pee-wee de Québec dès l'âge de 9 ans avec les Castors de Québec. Après une excellente carrière junior avec les Remparts de Québec, où il est un joueur régulier, exceptionnellement, à l’âge de 15 ans, il remporte trois Coupes du président et perd deux finales de la Coupe Memorial. Sa meilleure campagne est celle de 1973-1974 où il produit 75 buts et 85 passes pour 160 points.

### Niveau professionnel
Il est un des premiers joueurs à être disponible à un jeune âge car la Ligue nationale de hockey accepte au repêchage amateur de la LNH 1974 que des joueurs plus jeunes soient recrutés cette année-là pour contrer l'Association mondiale de hockey. Il est un choix de deuxième tour par les Flames d'Atlanta, le 28e au total.
Pendant qu'il s'alignait avec les Flames d'Atlanta, il eut l'exploit de marquer pendant 6 parties consécutives entre le 14 et le 24 novembre 1978. Il est le premier joueur des Flames à marquer 50 buts durant la saison 1978-1979. Il demeure avec l’équipe lors de son déménagement à Calgary en Alberta au début de la saison 1980-1981. Au premier match des Flames à Calgary, le 9 octobre 1980, Chouinard marque le premier but de l'histoire de cette nouvelle équipe, contre les Nordiques de Québec dans un match nul de 5 à 5. Durant la saison 1981-1982, Chouinard devient le meilleur pointeur de son équipe avec une récolte de 23 buts et 57 passes pour 80 points. Il quitte la franchise des Flames comme meneur de tous les temps pour les points (529) et les passes (336) le 6 septembre 1983 quand il est échangé aux Blues de Saint-Louis pour des considérations futures.  Après avoir joué les 9 premières parties durant la saison 1984-1985 avec les Rivermen de Peoria dans la LIH, Chouinard se retire.

## Carrière d’entraîneur
Chouinard a une brillante carrière d’entraîneur durant plus de 15 ans dans la Ligue de hockey junior majeur du Québec. Il commence sa carrière d'entraîneur avec les Chevaliers de Longueuil durant la saison 1985-1986 où il demeure durant deux saisons et où il remporte la Coupe du Président. Après cette victoire, les Nordiques de Québec lui proposent le poste d'entraîneur-chef de leur club-école de la Ligue américaine de hockey, l'Express de Fredericton, mais, encore incertain d'aimer ce métier, il refuse l'offre.
Il passe la saison 1987-1988 avec les Tigres de Victoriaville. Pour la saison 1988-1989, il devient l’entraîneur du Canadiens junior de Verdun. Pour la saison 1989-1990, il redevient l’entraîneur des Tigres de Victoriaville.  Après une pause d’une saison, il est de retour dans la LHJMQ pour la saison 1991-1992 où il est entraîneur, durant 37 parties, des Draveurs de Trois-Rivières. La saison suivante Chouinard réussit à s’implanter en demeurant 4 saisons complètes avec la nouvelle équipe des Faucons de Sherbrooke. À la saison 1996-1997, il est l’entraîneur durant 53 parties du Titan de Laval. Pour la saison 1997-1998, Chouinard revient dans sa ville natale en devenant l’entraîneur de la nouvelle mouture des Remparts de Québec qui effectue un retour dans la LHJMQ. Il est l’entraîneur des Diables rouges durant cinq saisons et a entraîné son fils Éric.
De 2002 à 2006, il a été entraîneur dans la Ligue nord-américaine de hockey. La première équipe qu’il entraîne dans cette ligue sont les Vikings de Trois-Rivières suivi du Prolab de Thetford-Mines. Il est congédié par le Prolab le 13 janvier 2006 après une défaite de 7 à 3 contre les Cristal de Saint-Hyacinthe. Avec le Prolab, sa fiche est de 45 victoires et 48 défaites, incluant 10 défaites en fusillades et 2 défaites en prolongation. 
Il revient dans la LHJMQ pour la saison 2007-2008 en devenant l’entraîneur du Rocket de l'Île-du-Prince-Édouard. Il est l’entraîneur durant trois saisons, mais seulement 10 matchs durant la saison 2009-2010. Il a été introduit au Temple de la renommée de la LHJMQ en 2005. Il est premier dans l’histoire de cette ligue pour le plus de parties comme entraîneur, avec 1 051 et le deuxième pour le nombre de victoires avec 569. Il a 4 championnats à son actif.
Guy Chouinard devient, dès la saison 2012-2013, l’entraîneur des Lions du Collège Champlain Saint-Lawrence dans la ville de Québec. Son équipe évolue dans le Hockey collégial masculin – Division 1 du Réseau du sport étudiant du Québec (RSEQ). Pour la saison 2015-2016, Chouinard et son équipe remporte la finale contre les Dynamiques de Sainte-Foy pour devenir les champions du Québec en hockey collégial - Division 1.

## Vie personnelle
Chouinard est surnommé Gramps car il paraît plus vieux qu’il semble l'être. Le père de Guy Chouinard, André, était un actionnaire dans la Société Colibec qui amène l'équipe des Remparts à évoluer dans la LHJMQ au Colisée de Québec. Son frère, Jean Chouinard, a déjà au hockey professionnel tandis que ses deux autres frères, Pierre et Jacques, ont évolué avec les Remparts sans pour autant devenir professionnels. Il est le père d’Éric Chouinard, qui évolue dans l’organisation des Brûleurs de Loups de Grenoble et qui a évolué dans la LNH avec les Canadiens de Montréal. Son neveu, Marc Chouinard, a évolué dans la LNH avec les Mighty Ducks d'Anaheim, le Wild du Minnesota et les Canucks de Vancouver.

## Statistiques
| Saison     | Équipe                          | Ligue      |     | Saison régulière | Saison régulière | Saison régulière | Saison régulière | Saison régulière |    | Séries éliminatoires | Séries éliminatoires | Séries éliminatoires | Séries éliminatoires | Séries éliminatoires |
| Saison     | Équipe                          | Ligue      | PJ  | B                | A                | Pts              | Pun              | PJ               | B  | A                    | Pts                  | Pun                  |                      |                      |
| 1971-1972  | Remparts de Québec              | LHJMQ      | 58  | 29               | 41               | 70               | 6                | -                | -  | -                    | -                    | -                    |                      |                      |
| 1972-1973  | Remparts de Québec              | LHJMQ      | 59  | 43               | 86               | 129              | 11               | 15               | 18 | 14                   | 32                   | 2                    |                      |                      |
| 1973-1974  | Remparts de Québec              | LHJMQ      | 62  | 75               | 85               | 160              | 22               | 16               | 15 | 16                   | 31                   | 5                    |                      |                      |
| 1974-1975  | Knights d'Omaha                 | LCH        | 70  | 28               | 40               | 68               | 6                | 6                | 1  | 6                    | 7                    | 0                    |                      |                      |
| 1974-1975  | Flames d'Atlanta                | LNH        | 5   | 0                | 0                | 0                | 2                | -                | -  | -                    | -                    | -                    |                      |                      |
| 1975-1976  | Voyageurs de la Nouvelle-Écosse | LAH        | 70  | 40               | 40               | 80               | 14               | 9                | 6  | 9                    | 15                   | 0                    |                      |                      |
| 1975-1976  | Flames d'Atlanta                | LNH        | 4   | 0                | 2                | 2                | 2                | 2                | 0  | 0                    | 0                    | 0                    |                      |                      |
| 1976-1977  | Flames d'Atlanta                | LNH        | 80  | 17               | 33               | 50               | 8                | 3                | 2  | 0                    | 2                    | 0                    |                      |                      |
| 1977-1978  | Flames d'Atlanta                | LNH        | 73  | 28               | 30               | 58               | 8                | 2                | 1  | 0                    | 1                    | 0                    |                      |                      |
| 1978-1979  | Flames d'Atlanta                | LNH        | 80  | 50               | 57               | 107              | 14               | 2                | 1  | 2                    | 3                    | 0                    |                      |                      |
| 1979-1980  | Flames d'Atlanta                | LNH        | 76  | 31               | 46               | 77               | 22               | 4                | 1  | 3                    | 4                    | 4                    |                      |                      |
| 1980-1981  | Flames de Calgary               | LNH        | 52  | 31               | 52               | 83               | 24               | 16               | 3  | 14                   | 17                   | 4                    |                      |                      |
| 1981-1982  | Flames de Calgary               | LNH        | 64  | 23               | 57               | 80               | 12               | 3                | 0  | 1                    | 1                    | 0                    |                      |                      |
| 1982-1983  | Flames de Calgary               | LNH        | 80  | 13               | 59               | 72               | 18               | 9                | 1  | 6                    | 7                    | 4                    |                      |                      |
| 1983-1984  | Blues de Saint-Louis            | LNH        | 64  | 12               | 34               | 46               | 10               | 5                | 0  | 2                    | 2                    | 0                    |                      |                      |
| 1984-1985  | Rivermen de Peoria              | LIH        | 9   | 2                | 5                | 7                | 0                | -                | -  | -                    | -                    | -                    |                      |                      |
| Totaux LNH | Totaux LNH                      | Totaux LNH | 578 | 205              | 370              | 575              | 120              | 46               | 9  | 28                   | 37                   | 12                   |                      |                      |

## Honneurs

### Joueur

#### LHJMQ
Coupe du Président
- 1973 – Remparts de Québec
- 1974 – Remparts de Québec

Trophée George Parsons
- 1974 – Joueur le plus gentilhomme – Tournoi de la Coupe Mémorial

##### Remparts de Québec
Le 17 décembre 2016, le gilet numéro 7 porté par Guy Chouinard est retiré et une bannière est hissée au Centre Vidéotron par son équipe junior.

#### Ligue centrale de hockey
Trophée Ken McKenzie
- 1975

#### Ligue américaine de hockey
- 1975-1976 - 2e équipe d'étoiles

### Entraîneur

#### LHJMQ
- Coupe du Président
  - 1987 – Chevaliers de Longueuil
- Première équipe d’étoiles - Entraîneur
  - 1986-1987
  - 1989-1990
  - 1992-1993
  - 1997-1998
  - 1998-1999
- Deuxième équipe d’étoiles - Entraîneur
  - 1987-1988
- Trophée Ron-Lapointe
  - 1992-1993
  - 1997-1998
- Temple de la renommée de la LHJMQ
  - 2005 – Intronisation

Le 8 novembre 2008, Guy Chouinard est devenu l’entraîneur ayant eu le plus de matchs derrière le banc de l’histoire de la LHJMQ avec 1051 avec le Rocket de l’Île du Prince-Édouard. Il a battu Réal Paiement.

#### Hockey Collégial - Division 1
Entraîneur par excellence
- 2014-2015

Champions Classement saison régulière
- 2015-2016 - Lions du Collège Champlain-St.Lawrence

Champions séries éliminatoires
- 2014 - Lions du Collège Champlain-St.Lawrence
- 2016 - Lions du Collège Champlain-St.Lawrence